# 籾

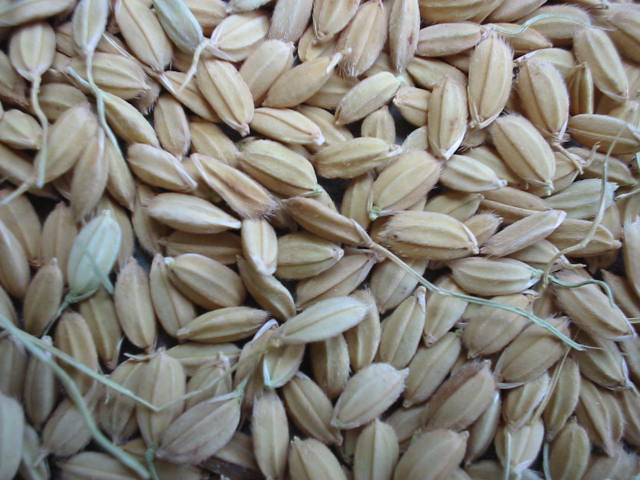
籾（品種：ヒノヒカリ）

籾（もみ）は、籾殻を取り去る（脱稃）前のイネの果実に相当する部分のこと。籾米（もみごめ）ともいう。種子としてまくための籾は種籾（たねもみ）ともいう。また、籾殻のみを指して籾ということもある。

## 概要
イネは、植物として順調に成長すると、やがてその茎の先端部分の穂に籾が形成される。籾は一般にイネの種子と考えられているが、実際には果実に当たるものである。
籾の組織構造を大まかに見ると、玄米と籾殻に分けることができる。玄米には胚芽が含まれており、これを適当な温度と湿度の条件下で播種すると発芽する。籾殻は玄米を外部環境の変化から常時保護する役割を果たしている。
したがって、収穫された米を長期保存する目的では、玄米よりも籾の状態で保存することが望ましいが、収穫物が玄米で保存されるか籾で保存されるかはその国や地域の慣習に従うところが大きい。日本の場合、法制度上の理由から全て玄米もしくは精米で取引きされるのが通例である。
収穫されたばかりの籾は水分が多いので、保存性を高めるために乾燥させる。